# 산청군수
산청군수는 경상남도 산청군의 군수이다.

## 같이 보기
- 산청군수 선거